# Bovill
Bovill és una població dels Estats Units a l'estat d'Idaho. Segons el cens del 2000 tenia 305 habitants.

## Demografia
Segons el cens del 2000, Bovill tenia 305 habitants, 116 habitatges, i 82 famílies. La densitat de població era de 654,2 habitants per km².
Dels 116 habitatges en un 36,2% hi vivien nens de menys de 18 anys, en un 62,9% hi vivien parelles casades, en un 6% dones solteres, i en un 29,3% no eren unitats familiars. En el 22,4% dels habitatges hi vivien persones soles el 8,6% de les quals corresponia a persones de 65 anys o més que vivien soles. El nombre mitjà de persones vivint en cada habitatge era de 2,63 i el nombre mitjà de persones que vivien en cada família era de 3,13.
Per edats la població es repartia de la següent manera: un 28,2% tenia menys de 18 anys, un 6,9% entre 18 i 24, un 29,8% entre 25 i 44, un 27,2% de 45 a 60 i un 7,9% 65 anys o més.
L'edat mediana era de 36 anys. Per cada 100 dones de 18 o més anys hi havia 102,8 homes.
La renda mediana per habitatge era de 36.875 $ i la renda mediana per família de 41.827 $. Els homes tenien una renda mediana de 33.750 $ mentre que les dones 21.875 $. La renda per capita de la població era de 12.471 $. Aproximadament el 14,1% de les famílies i el 18,1% de la població estaven per davall del llindar de pobresa.

## Poblacions més properes
El següent diagrama mostra les poblacions més properes.